# Jeanne Hachette
Jeanne Laisné (nacida en 1454 ?), hija de Jean Laisné y adoptada por una señora apellidada Fourquet, fue una heroína francesa apodada Jeanne Hachette o Juana Hacha, figura emblemática de la resistencia francesa contra Carlos el Temerario.
Es conocida por su heroico acto del 27 de junio de 1472, cuando impidió la captura de Beauvais por las tropas de Carlos el Temerario, duque de Borgoña. La ciudad estaba defendida por solo 300 hombres armados, al mando de Luis Balagny y fue cercada por unos 80.000 soldados.
Los borgoñones estaban intentando el asalto cuando uno de ellos logró colocar su bandera en las almenas; entonces, Jeanne se lanzó sobre él, lo arrojó al foso y arrancó la bandera, animando así el coraje de la guarnición y de la población local que repelió el asalto a base de piedras y aceite hirviendo. El avance de los borgoñones por Francia se detuvo. 
En gratitud por este acto heroico, Luis XI instituyó un desfile en Beauvais llamada la "Procesión del Asalto", casó a Juana con su prometido, Colin Pilon, y les concedió prebendas varias El desfile tiene lugar el último fin de semana de junio, y las mujeres preceden a los hombres, todos vestidos de época. En medio de la plaza principal de la ciudad se levanta un monumento en su honor.
La actuación de Juana Hacha es equiparable a las de Juana de Arco, aunque la heroína de Orleans ha pasado a la historia como uno de los grandes personajes de la historia francesa. No obstante, en el siglo XIX se pusieron en duda las hazañas y hasta la existencia del personaje. El erudito Paulin París niega incluso la existencia de Jeanne Hachette, porque su nombre no es mencionado por ningún autor del siglo XV, y solo aparece en Historia de Navarra de André Favin, publicada en 1612.
Su memoria se reavivó en 1920, cuando se canonizó a Juana de Arco, porque Juana Hacha pasó a ser el equivalente laico de la santa católica.
El hecho fue recreado en la película francesa Le Miracle des loups (1924) de Raymond Bernard.